# کلاید (داکوتای شمالی)
کلاید (به انگلیسی: Clyde) یک منطقهٔ مسکونی در ایالات متحده آمریکا است که در شهرستان کاوالیر، داکوتای شمالی واقع شده‌است. کلاید ۶ نفر جمعیت دارد.